# Gabrius bescidicus
Gabrius bescidicus är en skalbaggsart som beskrevs av Ales Smetana 1954. Gabrius bescidicus ingår i släktet Gabrius, och familjen kortvingar. Enligt den finländska rödlistan är arten starkt hotad i Finland. Enligt den svenska rödlistan är arten otillräckligt studerad i Sverige. Arten förekommer i Övre Norrland. Artens livsmiljö är naturmoskogar.